# حادثه شینجوکو
حادثه شینجوکو (به انگلیسی: Shinjuku Incident) فیلمی هنگ کنگی در سبک درام و اکشن به کارگردانی دریک یی (تونگ شینگ ای) محصول سال ۲۰۰۹ است. با این که جکی چان استاد فیلم های رزمی-کمدی است ولی نقش او در این فیلم نه رزمی است و نه کمدی.

## داستان
در دهه نود میلادی موج مهاجرت از چین به ژاپن بسیار گسترده شده بود؛ به طوری که بسیاری از چینی‌ها به صورت قاچاقی وارد ژاپن می‌شدند. شینجوکو نام منطقه‌ای است که نیک (با بازی جکی چان) و اکثر دوستانش، پس از ورود غیرقانونیشان به آن جا رفتند و …

## بازیگران
- جکی چان
- نائوتو تاکناکا
- دانیل وو
- شو جینگ‌لی
- فن بینگ‌بینگ

## جوایز
شانزدهمین جایزه انجمن منتقدان فیلم هنگ کنگ
- فیلم شایسته

بیست و نهمین جوایز فیلم هنگ کنگ
- نامزد: بهترین فیلم
- نامزد: بهترین کارگردانی
- نامزد: بهترین تدوین
- نامزد: بهترین طراحی اکشن

## حاشیه
در دی ماه سال ۱۳۹۷ خورشیدی فیلم حادثه شینجوکو به صورت سانسور نشده از شبکه کیش پخش شد. به دنبال این اتفاق، بسیج دانشجویی جزیره کیش طی بیانیه‌ای از عبدالعلی علی عسگری رئیس سازمان صدا و سیمای جمهوری اسلامی ایران خواستار برکناری علیرضا نجابت مدیر کل صدا و سیمای کیش شد و در نهایت چند کارمند این شبکه برکنار و مدیرکل صدا و سیمای مرکز کیش نیز عذرخواهی کرد. چندی بعد، به دستور عبدالعلی علی‌عسگری، رئیس سازمان صدا و سیمای جمهوری اسلامی ایران، مدیرکل صدا و سیمای مرکز کیش نیز از سمت خود برکنار شد.
این موضوع بازتاب زیادی در رسانه‌های جهانی داشت.
همچنین این موضوع منجر به هجوم کاربران ایرانی به اینستاگرام جکی چان شد.